# Pre-Boot Authentication
Die Pre-Boot Authentication (deutsch etwa: Authentifizierung vor dem Startvorgang) ist eine Softwarekomponente aus der Sicherheits-/Verschlüsselungssoftware-Branche.
Die Anmeldung an einem Endgerät findet bei der PBA unmittelbar nach dem BIOS-Ladeprozess statt (jedoch vor dem Betriebssystemstart). 

## Begriffsklärung
Als Pre-Boot Authentication (kurz: PBA) wurde ursprünglich eine Sicherheitskomponente der Verschlüsselungssoftware SafeGuard Easy des Unternehmens Utimaco (heute Sophos) bezeichnet. Diese Bezeichnung wurde auch von anderen Herstellern ähnlicher Software übernommen. 
Die Anmeldung an einem Endgerät findet bei der PBA unmittelbar nach dem BIOS-Ladeprozess statt (jedoch vor dem Betriebssystemstart). 
Der Code, der zur Ausführung der PBA benötigt wird, befindet sich im sog. Master Boot Record (MBR) bzw. der MBR verweist auf diesen Code.
Durch die Entsperrung der PBA (Passwort, Zertifikat usw.) wird mittels eines Filtertreibers der Zugriff auf die für den Systemstart notwendigen Komponenten gegeben (ähnlich wie bei Treibern für SCSI-RAIDs o. ä.). 
Der Benutzer kann alternativ zum Passwort auch mit digitalen Zertifikaten, die auf Smartcards oder USB-Sticks liegen, authentifiziert werden. Neben diesen Mechanismen sorgt die obligatorische sektorbasierte Festplattenverschlüsselung für ein höheres Niveau an Vertraulichkeit. 
Unbefugte Dritte haben keinen Zugriff auf das Betriebssystem, wird die Festplatte in ein anderes System umgebaut, ist diese ohne die entsprechende PBA-Software unlesbar.

## Funktion
Diese Komponente wird nach dem Laden des BIOS, jedoch vor dem Starten des Betriebssystems angezeigt. In der PBA werden Zugangsdaten abgefragt, die zum Zugriff auf das verschlüsselte Dateisystem notwendig sind.

## Produkte mit Pre-Boot Authentication
- BitLocker von Microsoft (Windows)
- CryptoPro Secure Disk for BitLocker von CPSD (Windows)
- CryptoPro Secure Disk Enterprise von CPSD (Windows)
- DiskCryptor, Open Source (Windows)
- DriveCrypt Plus Pack von SecurStar (Windows)
- Endpoint Encryption von McAfee (Windows, Mac OS X)
- FileVault von Apple (Mac OS X)
- Full Disk Encryption (FDE) von EgoSecure GmbH (Windows)
- Free CompuSec von CE-Infosys (Windows)
- Full Disk Encryption von Check Point (Windows, Mac OS X und Linux)
- PGP Whole Disk Encryption von Symantec (Windows, Mac OS X und Linux)
- ProtectDrive von SafeNet (Windows)
- SafeGuard Easy von Sophos (Windows)
- SecureDoc von Winmagic (Windows, Mac OS X und Linux)
- TrueCrypt, Open Source (Windows, Mac OS X und Linux) (Projekt seit Mai 2015 eingestellt)
- VeraCrypt von IDRIX (Windows, Mac OS X, Linux, Raspbian) (basiert auf TrueCrypt 7.1a)
- OmniPass von Softex Incorporated (Windows)
- becrypt / mögliche Zusammenarbeit mit SafeNet Token
- DriveLock von CenterTools Software SE (Windows)

## Alternativen
Neben der Pre-Boot Authentication kann das Betriebssystem nach dem Systemstart automatisch ein Entschlüsselungsprogramm starten. Bei dieser Variante können aber nur Dateien verschlüsselt werden, die nicht zum eigentlichen Systemstart notwendig sind.
Beispiele für solche Lösungen sind cryptsetup und LUKS unter Linux.